# Mistrzostwa Europy w Piłce Siatkowej Mężczyzn 2019 (eliminacje)
Eliminacje do Mistrzostw Europy w Piłce Siatkowej Mężczyzn 2019 odbywały się w trzech rundach kwalifikacyjnych, brało w nich udział 26 reprezentacji. Eliminacje wyłoniły 12 najlepszych zespołów, które awansowały do Mistrzostw Europy w Piłce Siatkowej Mężczyzn 2019.
Bezpośredni awans jako gospodarze turnieju uzyskały reprezentacje Belgii, Francji, Holandii i Słowenii oraz 8 najlepszych reprezentacji Mistrzostw Europy 2017.

## System rozgrywek
Eliminacje stanowiła jedna faza grupowa. Brało w niej udział 26 zespołów podzielonych na 7 grup, mecze w grupach odbywały się w systemie każdy z każdym (mecz + rewanż). Awans do Mistrzostw Europy uzyskały zwycięzcy grup oraz pięć najlepszych zespołów z drugich miejsc (nie uwzględniając wyników meczów przeciwko drużynom z 4. miejsc).

## Drużyny uczestniczące
- Albania
- Austria
- Azerbejdżan
- Białoruś
- Chorwacja
- Czarnogóra
- Dania
- Estonia
- Finlandia
- Grecja
- Gruzja
- Hiszpania
- Islandia
- Izrael
- Luksemburg
- Łotwa
- Macedonia Północna
- Mołdawia
- Norwegia
- Portugalia
- Rumunia
- Słowacja
- Szwajcaria
- Szwecja
- Ukraina
- Węgry

## Rozgrywki
awans do ME jako zwycięzca grupy
     awans do ME z drugiego miejsca

### Grupa A
Tabela
| Lp. | Drużyna   | Mecze | Mecze   | Mecze   | Pkt | Sety | Sety | Sety  | Małe punkty | Małe punkty | Małe punkty |
| Lp. | Drużyna   | M     | W (3:2) | P (2:3) | Pkt | wyg. | prz. | ratio | zdob.       | str.        | ratio       |
| --- | --------- | ----- | ------- | ------- | --- | ---- | ---- | ----- | ----------- | ----------- | ----------- |
| 1   | Rumunia   | 4     | 3 (2)   | 1 (0)   | 7   | 10   | 8    | 1.250 | 390         | 389         | 1.003       |
| 2   | Finlandia | 4     | 2 (0)   | 2 (1)   | 7   | 9    | 7    | 1.286 | 355         | 328         | 1.082       |
| 3   | Dania     | 4     | 1 (0)   | 3 (1)   | 4   | 6    | 10   | 0.600 | 329         | 357         | 0.922       |

Źródło: cev.eu
Punktacja: 3:0 i 3:1 – 3 pkt; 3:2 – 2 pkt; 2:3 – 1 pkt; 1:3 i 0:3 – 0 pkt
Zasady ustalania kolejności: 1. liczba zwycięstw; 2. liczba punktów; 3. stosunek setów; 4. stosunek małych punktów; 5. bilans w bezpośrednich meczach
Wyniki
| Data  | Godz. | Drużyna 1 | Wynik | Drużyna 2 | 1     | 2     | 3     | 4     | 5     | Widzów | * |
| ----- | ----- | --------- | ----- | --------- | ----- | ----- | ----- | ----- | ----- | ------ | - |
| 15.08 | 20:00 | Rumunia   | 3:2   | Dania     | 21:25 | 25:20 | 24:26 | 25:22 | 15:11 | 200    | 1 |
| 18.08 | 19:00 | Dania     | 1:3   | Finlandia | 19:25 | 25:17 | 21:25 |       | 17:25 | 350    | 2 |
| 22.08 | 20:00 | Finlandia | 2:3   | Rumunia   | 18:25 | 25:21 | 22:25 | 25:18 | 6:15  | 2450   | 3 |
| 26.08 | 18:00 | Rumunia   | 3:1   | Finlandia | 26:24 | 25:22 | 20:25 |       | 25:21 | 250    | 4 |
| 06.01 | 17:00 | Finlandia | 3:0   | Dania     | 25:13 | 25:13 | 25:20 |       |       | 2500   | 5 |
| 09.01 | 20:00 | Dania     | 3:1   | Rumunia   | 22:25 | 25:15 | 25:21 | 25:19 |       | 2010   | 6 |

### Grupa B
Tabela
| Lp. | Drużyna | Mecze | Mecze   | Mecze   | Pkt | Sety | Sety | Sety  | Małe punkty | Małe punkty | Małe punkty |
| Lp. | Drużyna | M     | W (3:2) | P (2:3) | Pkt | wyg. | prz. | ratio | zdob.       | str.        | ratio       |
| --- | ------- | ----- | ------- | ------- | --- | ---- | ---- | ----- | ----------- | ----------- | ----------- |
| 1   | Estonia | 4     | 4 (0)   | 0 (0)   | 12  | 12   | 2    | 6.000 | 351         | 274         | 1.281       |
| 2   | Izrael  | 4     | 1 (0)   | 3 (0)   | 3   | 5    | 9    | 0.556 | 316         | 344         | 0.919       |
| 3   | Łotwa   | 4     | 1 (0)   | 3 (0)   | 3   | 4    | 10   | 0.400 | 300         | 349         | 0.860       |

Źródło: cev.eu
Punktacja: 3:0 i 3:1 – 3 pkt; 3:2 – 2 pkt; 2:3 – 1 pkt; 1:3 i 0:3 – 0 pkt
Zasady ustalania kolejności: 1. liczba zwycięstw; 2. liczba punktów; 3. stosunek setów; 4. stosunek małych punktów; 5. bilans w bezpośrednich meczach
Wyniki
| Data  | Godz. | Drużyna 1 | Wynik | Drużyna 2 | 1     | 2     | 3     | 4     | 5 | Widzów | * |
| ----- | ----- | --------- | ----- | --------- | ----- | ----- | ----- | ----- | - | ------ | - |
| 15.08 | 19:30 | Izrael    | 3:0   | Łotwa     | 25:23 | 29:27 | 25:13 |       |   | 880    | 1 |
| 19.08 | 19:00 | Łotwa     | 1:3   | Estonia   | 22:25 | 17:25 | 25:22 | 17:25 |   | 5200   | 2 |
| 22.08 | 19:00 | Estonia   | 3:0   | Izrael    | 25:19 | 25:21 | 25:15 |       |   | 2300   | 3 |
| 26.08 | 20:00 | Izrael    | 1:3   | Estonia   | 31:29 | 15:25 | 20:25 | 18:25 |   | 825    | 4 |
| 06.01 | 19:00 | Estonia   | 3:0   | Łotwa     | 25:20 | 25:11 | 25:21 |       |   | 2300   | 5 |
| 09.01 | 19:45 | Łotwa     | 3:1   | Izrael    | 28:26 | 24:26 | 25:23 | 25:23 |   | 800    | 6 |

### Grupa C
Tabela
| Lp. | Drużyna    | Mecze | Mecze   | Mecze   | Pkt | Sety | Sety | Sety  | Małe punkty | Małe punkty | Małe punkty |
| Lp. | Drużyna    | M     | W (3:2) | P (2:3) | Pkt | wyg. | prz. | ratio | zdob.       | str.        | ratio       |
| --- | ---------- | ----- | ------- | ------- | --- | ---- | ---- | ----- | ----------- | ----------- | ----------- |
| 1   | Słowacja   | 6     | 5 (0)   | 1 (0)   | 15  | 15   | 4    | 3.750 | 466         | 366         | 1.273       |
| 2   | Czarnogóra | 6     | 4 (0)   | 2 (1)   | 13  | 14   | 6    | 2.333 | 491         | 415         | 1.183       |
| 3   | Mołdawia   | 6     | 3 (1)   | 3 (0)   | 8   | 10   | 11   | 0.909 | 439         | 442         | 0.993       |
| 4   | Islandia   | 5     | 0 (0)   | 5 (0)   | 0   | 0    | 18   | 0.000 | 297         | 450         | 0.660       |

Źródło: cev.eu
Punktacja: 3:0 i 3:1 – 3 pkt; 3:2 – 2 pkt; 2:3 – 1 pkt; 1:3 i 0:3 – 0 pkt
Zasady ustalania kolejności: 1. liczba zwycięstw; 2. liczba punktów; 3. stosunek setów; 4. stosunek małych punktów; 5. bilans w bezpośrednich meczach
Wyniki
| Data  | Godz. | Drużyna 1  | Wynik | Drużyna 2  | 1     | 2     | 3     | 4     | 5     | Widzów | *  |
| ----- | ----- | ---------- | ----- | ---------- | ----- | ----- | ----- | ----- | ----- | ------ | -- |
| 15.08 | 18:00 | Mołdawia   | 3:2   | Czarnogóra | 24:26 | 19:25 | 25:22 | 25:19 | 15:12 | 1100   | 1  |
| 15.08 | 19:00 | Słowacja   | 3:0   | Islandia   | 25:7  | 25:15 | 25:17 |       |       | 1100   | 2  |
| 19.08 | 18:00 | Islandia   | 0:3   | Mołdawia   | 12:25 | 11:25 | 20:25 |       |       | 450    | 3  |
| 19.08 | 20:15 | Czarnogóra | 3:0   | Słowacja   | 26:24 | 25:19 | 28:26 |       |       | 650    | 4  |
| 22.08 | 17:00 | Czarnogóra | 3:0   | Islandia   | 25:15 | 25:20 | 25:15 |       |       | 275    | 5  |
| 22.08 | 18:00 | Słowacja   | 3:0   | Mołdawia   | 25:15 | 25:21 | 25:16 |       |       | 1400   | 6  |
| 26.08 | 17:00 | Mołdawia   | 1:3   | Słowacja   | 14:25 | 25:22 | 20:25 | 18:25 |       | 1200   | 7  |
| 26.08 | 18:00 | Islandia   | 0:3   | Czarnogóra | 20:25 | 20:25 | 21:25 |       |       | 250    | 8  |
| 05.01 | 15:30 | Słowacja   | 3:0   | Czarnogóra | 25:21 | 25:22 | 25:20 |       |       | 2500   | 9  |
| 06.01 | 17:00 | Mołdawia   | 3:0   | Islandia   | 25:17 | 25:18 | 25:11 |       |       | 750    | 10 |
| 09.01 | 20:00 | Islandia   | 0:3   | Słowacja   | 18:25 | 18:25 | 20:25 |       |       | 325    | 11 |
| 09.01 | 20:15 | Czarnogóra | 3:0   | Mołdawia   | 25:18 | 25:21 | 25:13 |       |       | 700    | 12 |

### Grupa D
Tabela
| Lp. | Drużyna    | Mecze | Mecze   | Mecze   | Pkt | Sety | Sety | Sety  | Małe punkty | Małe punkty | Małe punkty |
| Lp. | Drużyna    | M     | W (3:2) | P (2:3) | Pkt | wyg. | prz. | ratio | zdob.       | str.        | ratio       |
| --- | ---------- | ----- | ------- | ------- | --- | ---- | ---- | ----- | ----------- | ----------- | ----------- |
| 1   | Portugalia | 6     | 5 (0)   | 1 (0)   | 15  | 16   | 5    | 3.200 | 515         | 427         | 1.206       |
| 2   | Austria    | 6     | 4 (0)   | 2 (1)   | 13  | 14   | 9    | 1.556 | 528         | 526         | 1.004       |
| 3   | Albania    | 6     | 2 (1)   | 4 (0)   | 5   | 10   | 13   | 0.769 | 477         | 527         | 0.905       |
| 4   | Chorwacja  | 6     | 1 (0)   | 5 (0)   | 3   | 7    | 16   | 0.438 | 490         | 530         | 0.925       |

Źródło: cev.eu
Punktacja: 3:0 i 3:1 – 3 pkt; 3:2 – 2 pkt; 2:3 – 1 pkt; 1:3 i 0:3 – 0 pkt
Zasady ustalania kolejności: 1. liczba zwycięstw; 2. liczba punktów; 3. stosunek setów; 4. stosunek małych punktów; 5. bilans w bezpośrednich meczach
Wyniki
| Data  | Godz. | Drużyna 1  | Wynik | Drużyna 2  | 1     | 2     | 3     | 4     | 5    | Widzów | *  |
| ----- | ----- | ---------- | ----- | ---------- | ----- | ----- | ----- | ----- | ---- | ------ | -- |
| 15.08 | 20:00 | Portugalia | 3:0   | Albania    | 25:21 | 25:20 | 25:15 |       |      | 832    | 1  |
| 15.08 | 20:15 | Austria    | 3:1   | Chorwacja  | 21:25 | 25:21 | 26:24 | 25:22 |      | 950    | 2  |
| 18.08 | 20:00 | Chorwacja  | 0:3   | Portugalia | 18:25 | 22:25 | 18:25 |       |      | 161    | 3  |
| 19.08 | 20:00 | Albania    | 3:2   | Austria    | 27:29 | 27:25 | 25:13 | 23:25 | 15:8 | 250    | 4  |
| 22.08 | 20:00 | Portugalia | 3:0   | Austria    | 25:20 | 25:23 | 25:17 |       |      | 1250   | 5  |
| 22.08 | 20:30 | Chorwacja  | 3:1   | Albania    | 25:15 | 25:21 | 19:25 | 25:14 |      | 85     | 6  |
| 25.08 | 20:15 | Austria    | 3:1   | Portugalia | 26:24 | 21:25 | 25:23 | 26:24 |      | 1000   | 7  |
| 26.08 | 20:00 | Albania    | 3:1   | Chorwacja  | 25:14 | 25:20 | 20:25 | 25:20 |      | 297    | 8  |
| 05.01 | 20:15 | Austria    | 3:0   | Albania    | 25:13 | 25:21 | 30:28 |       |      | 2423   | 9  |
| 06.01 | 16:00 | Portugalia | 3:1   | Chorwacja  | 25:15 | 19:25 | 26:24 | 25:16 |      | 1500   | 10 |
| 09.01 | 19:00 | Albania    | 1:3   | Portugalia | 26:24 | 19:25 | 15:25 | 15:25 |      | 250    | 11 |
| 09.01 | 19:00 | Chorwacja  | 1:3   | Austria    | 22:25 | 25:18 | 20:25 | 20:25 |      | 500    | 12 |

### Grupa E
Tabela
| Lp. | Drużyna   | Mecze | Mecze   | Mecze   | Pkt | Sety | Sety | Sety  | Małe punkty | Małe punkty | Małe punkty |
| Lp. | Drużyna   | M     | W (3:2) | P (2:3) | Pkt | wyg. | prz. | ratio | zdob.       | str.        | ratio       |
| --- | --------- | ----- | ------- | ------- | --- | ---- | ---- | ----- | ----------- | ----------- | ----------- |
| 1   | Białoruś  | 6     | 5 (1)   | 1 (0)   | 14  | 15   | 6    | 2.500 | 502         | 410         | 1.224       |
| 2   | Hiszpania | 6     | 4 (0)   | 2 (2)   | 14  | 16   | 7    | 2.286 | 526         | 442         | 1.190       |
| 3   | Norwegia  | 6     | 3 (1)   | 3 (0)   | 8   | 11   | 11   | 1.000 | 492         | 476         | 1.034       |
| 4   | Gruzja    | 6     | 0 (0)   | 6 (0)   | 0   | 0    | 18   | 0.000 | 258         | 450         | 0.573       |

Źródło: cev.eu
Punktacja: 3:0 i 3:1 – 3 pkt; 3:2 – 2 pkt; 2:3 – 1 pkt; 1:3 i 0:3 – 0 pkt
Zasady ustalania kolejności: 1. liczba zwycięstw; 2. liczba punktów; 3. stosunek setów; 4. stosunek małych punktów; 5. bilans w bezpośrednich meczach
Wyniki
| Data  | Godz. | Drużyna 1 | Wynik | Drużyna 2 | 1     | 2     | 3     | 4     | 5     | Widzów | *  |
| ----- | ----- | --------- | ----- | --------- | ----- | ----- | ----- | ----- | ----- | ------ | -- |
| 15.08 | 18:00 | Białoruś  | 3:1   | Norwegia  | 25:17 | 28:26 | 18:25 | 28:26 |       | 870    | 1  |
| 15.08 | 20:00 | Hiszpania | 3:0   | Gruzja    | 25:9  | 25:12 | 25:6  |       |       | 150    | 2  |
| 18.08 | 18:00 | Norwegia  | 3:0   | Gruzja    | 25:20 | 25:19 | 25:13 |       |       | 650    | 3  |
| 19.08 | 16:00 | Białoruś  | 3:2   | Hiszpania | 25:14 | 22:25 | 25:20 | 22:25 | 15:11 | 1300   | 4  |
| 22.08 | 18:00 | Białoruś  | 3:0   | Gruzja    | 25:13 | 25:19 | 25:12 |       |       | 1250   | 5  |
| 22.08 | 20:30 | Hiszpania | 3:1   | Norwegia  | 25:22 | 19:25 | 25:22 | 25:19 |       | 250    | 6  |
| 25.08 | 15:00 | Norwegia  | 3:2   | Hiszpania | 29:27 | 12:25 | 25:21 | 19:25 | 15:12 | 420    | 7  |
| 25.08 | 19:30 | Gruzja    | 0:3   | Białoruś  | 13:25 | 13:25 | 14:25 |       |       | 90     | 8  |
| 05.01 | 19:00 | Gruzja    | 0:3   | Norwegia  | 10:25 | 18:25 | 18:25 |       |       | 170    | 9  |
| 06.01 | 19:00 | Hiszpania | 3:0   | Białoruś  | 26:24 | 25:21 | 26:24 |       |       | 2300   | 10 |
| 09.01 | 16:00 | Gruzja    | 0:3   | Hiszpania | 10:25 | 21:25 | 18:25 |       |       | 90     | 11 |
| 09.01 | 20:00 | Norwegia  | 0:3   | Białoruś  | 19:25 | 18:25 | 23:25 |       |       | 820    | 12 |

### Grupa F
Tabela
| Lp. | Drużyna            | Mecze | Mecze   | Mecze   | Pkt | Sety | Sety | Sety  | Małe punkty | Małe punkty | Małe punkty |
| Lp. | Drużyna            | M     | W (3:2) | P (2:3) | Pkt | wyg. | prz. | ratio | zdob.       | str.        | ratio       |
| --- | ------------------ | ----- | ------- | ------- | --- | ---- | ---- | ----- | ----------- | ----------- | ----------- |
| 1   | Ukraina            | 6     | 6 (2)   | 0 (0)   | 16  | 18   | 6    | 3.000 | 572         | 512         | 1.117       |
| 2   | Macedonia Północna | 6     | 3 (2)   | 3 (2)   | 9   | 14   | 13   | 1.077 | 595         | 594         | 1.002       |
| 3   | Szwajcaria         | 6     | 2 (2)   | 4 (3)   | 7   | 12   | 16   | 0.750 | 581         | 600         | 0.968       |
| 4   | Węgry              | 6     | 1 (1)   | 5 (2)   | 4   | 8    | 17   | 0.471 | 534         | 576         | 0.927       |

Źródło: cev.eu
Punktacja: 3:0 i 3:1 – 3 pkt; 3:2 – 2 pkt; 2:3 – 1 pkt; 1:3 i 0:3 – 0 pkt
Zasady ustalania kolejności: 1. liczba zwycięstw; 2. liczba punktów; 3. stosunek setów; 4. stosunek małych punktów; 5. bilans w bezpośrednich meczach
Wyniki
| Data  | Godz. | Drużyna 1          | Wynik | Drużyna 2          | 1     | 2     | 3     | 4     | 5     | Widzów | *  |
| ----- | ----- | ------------------ | ----- | ------------------ | ----- | ----- | ----- | ----- | ----- | ------ | -- |
| 15.08 | 17:45 | Węgry              | 2:3   | Macedonia Północna | 23:25 | 23:25 | 25:23 | 25:23 | 14:16 | 600    | 1  |
| 15.08 | 19:00 | Ukraina            | 3:0   | Szwajcaria         | 25:16 | 25:16 | 25:20 |       |       | 1740   | 2  |
| 18.08 | 20:30 | Macedonia Północna | 2:3   | Ukraina            | 27:25 | 26:24 | 20:25 | 20:25 | 12:15 | 400    | 3  |
| 19.08 | 18:30 | Szwajcaria         | 2:3   | Węgry              | 23:25 | 25:21 | 19:25 | 25:23 | 13:15 | 950    | 4  |
| 22.08 | 19:00 | Ukraina            | 3:0   | Węgry              | 25:15 | 27:25 | 25:19 |       |       | 2000   | 5  |
| 22.08 | 20:30 | Macedonia Północna | 2:3   | Szwajcaria         | 25:21 | 21:25 | 23:25 | 25:19 | 12:15 | 900    | 6  |
| 25.08 | 17:00 | Szwajcaria         | 2:3   | Macedonia Północna | 21:25 | 19:25 | 25:16 | 25:23 | 12:15 | 650    | 7  |
| 25.08 | 18:30 | Węgry              | 1:3   | Ukraina            | 26:28 | 20:25 | 25:19 | 24:26 |       | 1200   | 8  |
| 05.01 | 15:00 | Węgry              | 2:3   | Szwajcaria         | 25:22 | 25:22 | 20:25 | 21:25 | 8:15  | 700    | 9  |
| 05.01 | 20:00 | Ukraina            | 3:1   | Macedonia Północna | 25:19 | 28:26 | 25:23 | 25:23 |       | 1550   | 10 |
| 09.01 | 20:00 | Szwajcaria         | 2:3   | Ukraina            | 20:25 | 28:26 | 21:25 | 25:15 | 14:16 | 1050   | 11 |
| 09.01 | 20:15 | Macedonia Północna | 3:0   | Węgry              | 25:21 | 25:20 | 25:21 |       |       | 310    | 12 |

### Grupa G
Tabela
| Lp. | Drużyna     | Mecze | Mecze   | Mecze   | Pkt | Sety | Sety | Sety  | Małe punkty | Małe punkty | Małe punkty |
| Lp. | Drużyna     | M     | W (3:2) | P (2:3) | Pkt | wyg. | prz. | ratio | zdob.       | str.        | ratio       |
| --- | ----------- | ----- | ------- | ------- | --- | ---- | ---- | ----- | ----------- | ----------- | ----------- |
| 1   | Grecja      | 6     | 6 (0)   | 0 (0)   | 18  | 18   | 2    | 9.000 | 482         | 373         | 1.292       |
| 2   | Azerbejdżan | 6     | 3 (2)   | 3 (1)   | 8   | 11   | 14   | 0.786 | 507         | 563         | 0.901       |
| 3   | Szwecja     | 6     | 2 (0)   | 4 (2)   | 8   | 10   | 13   | 0.769 | 494         | 483         | 1.023       |
| 4   | Luksemburg  | 6     | 1 (1)   | 5 (1)   | 3   | 7    | 17   | 0.412 | 496         | 560         | 0.886       |

Źródło: cev.eu
Punktacja: 3:0 i 3:1 – 3 pkt; 3:2 – 2 pkt; 2:3 – 1 pkt; 1:3 i 0:3 – 0 pkt
Zasady ustalania kolejności: 1. liczba zwycięstw; 2. liczba punktów; 3. stosunek setów; 4. stosunek małych punktów; 5. bilans w bezpośrednich meczach
Wyniki
| Data  | Godz. | Drużyna 1   | Wynik | Drużyna 2   | 1     | 2     | 3     | 4     | 5     | Widzów | *  |
| ----- | ----- | ----------- | ----- | ----------- | ----- | ----- | ----- | ----- | ----- | ------ | -- |
| 15.08 | 18:00 | Azerbejdżan | 3:2   | Szwecja     | 23:25 | 19:25 | 26:24 | 25:22 | 15:10 | 550    | 1  |
| 15.08 | 21:30 | Grecja      | 3:0   | Luksemburg  | 25:21 | 25:21 | 25:20 |       |       | 475    | 2  |
| 18.08 | 17:00 | Szwecja     | 0:3   | Grecja      | 20:25 | 20:25 | 16:25 |       |       | 478    | 3  |
| 18.08 | 19:00 | Luksemburg  | 2:3   | Azerbejdżan | 28:30 | 23:25 | 25:23 | 25:20 | 11:15 | 400    | 4  |
| 22.08 | 19:00 | Szwecja     | 3:1   | Luksemburg  | 22:25 | 25:14 | 25:17 | 25:14 |       | 350    | 5  |
| 22.08 | 20:30 | Grecja      | 3:0   | Azerbejdżan | 25:14 | 25:18 | 25:13 |       |       | 800    | 6  |
| 25.08 | 19:00 | Luksemburg  | 3:2   | Szwecja     | 23:25 | 19:25 | 25:20 | 25:22 | 15:10 | 550    | 7  |
| 26.08 | 18:00 | Azerbejdżan | 2:3   | Grecja      | 25:20 | 25:22 | 22:25 | 18:25 | 5:15  | 250    | 8  |
| 05.01 | 17:00 | Grecja      | 3:0   | Szwecja     | 25:18 | 25:18 | 25:22 |       |       | 2000   | 9  |
| 05.01 | 18:00 | Azerbejdżan | 3:1   | Luksemburg  | 25:18 | 27:25 | 21:25 | 25:20 |       | 500    | 10 |
| 09.01 | 17:00 | Szwecja     | 3:0   | Azerbejdżan | 25:13 | 25:19 | 25:16 |       |       | 1250   | 11 |
| 09.01 | 19:00 | Luksemburg  | 0:3   | Grecja      | 20:25 | 16:25 | 21:25 |       |       | 530    | 12 |

### Tabela drużyn z drugich miejsc
awans do ME 2019
| Lp. | Drużyna            | Mecze | Mecze   | Mecze   | Pkt | Sety | Sety | Sety  | Małe punkty | Małe punkty | Małe punkty |
| Lp. | Drużyna            | M     | W (3:2) | P (2:3) | Pkt | wyg. | prz. | ratio | zdob.       | str.        | ratio       |
| --- | ------------------ | ----- | ------- | ------- | --- | ---- | ---- | ----- | ----------- | ----------- | ----------- |
| 1   | Hiszpania          | 4     | 2 (0)   | 2 (2)   | 8   | 10   | 7    | 1.429 | 376         | 366         | 1.027       |
| 2   | Finlandia          | 4     | 2 (0)   | 2 (1)   | 7   | 9    | 7    | 1.286 | 355         | 328         | 1.082       |
| 3   | Austria            | 4     | 2 (0)   | 2 (1)   | 7   | 8    | 7    | 1.143 | 338         | 347         | 0.974       |
| 4   | Czarnogóra         | 4     | 2 (0)   | 2 (1)   | 7   | 8    | 6    | 1.333 | 321         | 304         | 1.056       |
| 5   | Macedonia Północna | 4     | 1 (1)   | 3 (2)   | 4   | 8    | 11   | 0.727 | 408         | 422         | 0.967       |
| 6   | Izrael             | 4     | 1 (0)   | 3 (0)   | 3   | 5    | 9    | 0.556 | 316         | 344         | 0.919       |
| 7   | Azerbejdżan        | 4     | 1 (1)   | 3 (1)   | 3   | 5    | 11   | 0.455 | 296         | 363         | 0.815       |

Źródło: cev.eu
Punktacja: 3:0 i 3:1 – 3 pkt; 3:2 – 2 pkt; 2:3 – 1 pkt; 1:3 i 0:3 – 0 pkt
Zasady ustalania kolejności: 1. liczba zwycięstw; 2. liczba punktów; 3. stosunek setów; 4. stosunek małych punktów; 5. bilans w bezpośrednich meczach